# トキツカゼ
トキツカゼ（欧字名：Tokitsukaze、1944年3月10日 - 1966年6月19日又は20日）は日本の競走馬、繁殖牝馬。1947年の農林省賞典（皐月賞）と優駿牝馬の優勝馬（変則二冠馬）である。他の重賞勝ち鞍に同年のカブトヤマ記念。
引退後は故郷の益田牧場で繁殖牝馬として繋養され、オートキツ（東京優駿）、オンワードゼア（天皇賞（春）、有馬記念）の2頭の年度代表馬を含む16頭の産駒を送り出した。全妹にフェアマンナ（優駿牝馬）、セルローズ（天皇賞（秋））の母であるトキツウミがいる。
1984年には、日本中央競馬会が創立30周年記念事業の一環として制定した、第1回顕彰馬に選出された。

## デビューまで

### 誕生
1944年3月10日、青森県下田村の益田牧場で誕生する。益田牧場は、スポーツマンとして知られた益田弘が建設した牧場で、厩舎が出来たのはトキツカゼ誕生の1年前であった。益田は牧場を開くに当たって、小岩井農場から第五バツカナムビユーチーや第五マンナなどの繁殖牝馬を譲り受けていた。
トキツカゼは、その第五マンナにプリメロを掛け合わせて生まれた馬で、母父もシアンモアと、「根っからの小岩井血統」（後閑亮輔）であった。血統名を十和田姫といい、益田によれば、怪我も病気もなく育ったが、周りからの評価は芳しくなく、誰からも「平凡」といわれるような馬であった。

### 血統だけで購入される
その後、トキツカゼは中山競馬場の大久保房松調教師を介して、川口ゴム工業を経営する川口鷲太郎の持ち馬となった。トキツカゼ3歳のとき、戦時下で中止されていた競馬が再開される運びとなったが、当時、満足するレースが組めるほど競走馬がおらず、そのため、益田、大久保含む競馬関係者はセリ市再開を陳情しに、下総御料牧場へ向かうこととなった。その道中、両者はトラックで一緒となり、トキツカゼの商談もその荷台上で行われた。そして、牧場に到着するまでの間に商談は成立し、大久保は益田にトキツカゼの購入を約束した。

トキツカゼの購買価格は5万円で、3分の1の買い戻し条件が付いていた。大久保は商談成立の時点ではトキツカゼを一度も見ておらず、益田から聞いた「プリメロと第五マンナ」という血統だけで購入を決めている。そのため、大久保が小切手をもらいに川口の元を訪れた際には、毛色すら満足に答えられなかった。トキツカゼは競馬場に運ばれる前に東北牧場の馬場で披露されることとなり、大久保もここで初めて同馬を見たが、同人曰く、そこに居たのはトモが寂しくて「きゅうりに箸刺したみたいな馬」であった。大久保が周りからトキツカゼの購入理由を聞かれると、次のように強弁したという。

ライオンを見たことあるか。ライオンの前はちょうどこれと同じでトモもさみしいが、あれは百獣の王で強いんだ、王様なんだ。これはそのライオンのようでこれこそ王様だ、これはライオンなんだ
—大久保房松,『優駿』1975年5月号、56頁。

## 競走馬時代

### 3歳（1946年） - 4歳（1947年）
1946年11月24日、東京競馬場のAサラブレッド3歳競走でデビュー。レコード勝ちしたネオンの2着に敗れるが、12月の2戦目では1番人気の支持を受け、初勝利を飾った。4歳シーズンは3月の中山から始動し、ハツカブトに4馬身差をつけて勝つと、続く4歳牝馬特別、東京のA4歳競走にも勝利。A4歳競走では、不良馬場の中、2着マツミドリを8馬身離しての圧勝であった。そして1週間後、稍重の馬場で行われた農林省賞典（皐月賞）でも、坂下から抜け出すと、同馬に6馬身もの差をつけて勝利した。
皐月賞の後は、1戦挟んで、戦後初開催となった東京優駿競走（日本ダービー）に出走した。ダービーで馬券が発売されるのは実に4年振りで、東京競馬場には4万2,000人もの観客が集まった。単勝1番人気に支持されたのはアヤニシキで、トキツカゼは皐月賞での圧勝劇にも拘わらず、マツミドリと差がない2番人気であった。レースは第4コーナーで先頭に立ったマツミドリをトキツカゼが追う展開となり、ゴールまで両馬は凄まじい競り合いを演じた。結果、勝ったのはマツミドリで、トキツカゼはアタマだけ足りず2着に終わった。大久保は最初トキツカゼが勝利したと思ったといい、当時の心境について次のように語っている。

天狗山からみていて、私はてっきり勝ったものと思いましたよ。ところが頭だけ負けていた。あんなガッカリしたことはありません。マツミドリはカブトヤマの仔で、カブトヤマは良馬場は走るから、注意しろよとはいっていたのです。私が乗ってダービーに勝ったカブトヤマに負けたのですから、いまなら本望ともいえますが、そのときは口惜しかったですよ
—大久保房松,『日本の名馬』88頁。

秋シーズン、トキツカゼは農林省賞典4歳馬（菊花賞）ではなく優駿牝馬に出走する。ここでは2着のネオンに大差をつけて圧勝し、農林省賞典とのクラシック二冠（変則二冠）を達成した。また、この年から新設されたカブトヤマ記念にも出走し、マツミドリ、ブラウニーらを退け優勝を飾っている。この年はその後3戦するも、いずれも勝利できず4歳シーズンを終えた。

### 5歳（1948年） - 6歳（1949年）
5歳になったトキツカゼは、3月の中山で天皇賞馬のトヨウメを破ったり、6月の東京のA5歳特別でレコード勝ちしたりすることはあったが、成績は14戦して3勝と、4歳（12戦6勝）に比べ見劣りする内容であった。重賞では本来の爆発力を発揮することができず、天皇賞（秋）や目黒記念（秋）では着外に終わっている。
そして、6歳になって2戦目、東京の2000mでブラウンライトを下したのを最後に競走馬を引退した。契約上は6歳いっぱいまで走らせることもできたが、早く繁殖に使った方が良いという川口の判断であったという。

## 繁殖牝馬時代 - 死去
1949年、生まれ故郷の益田牧場で繁殖入りすると、17年間の繁殖生活で計16頭の産駒を送り出した。

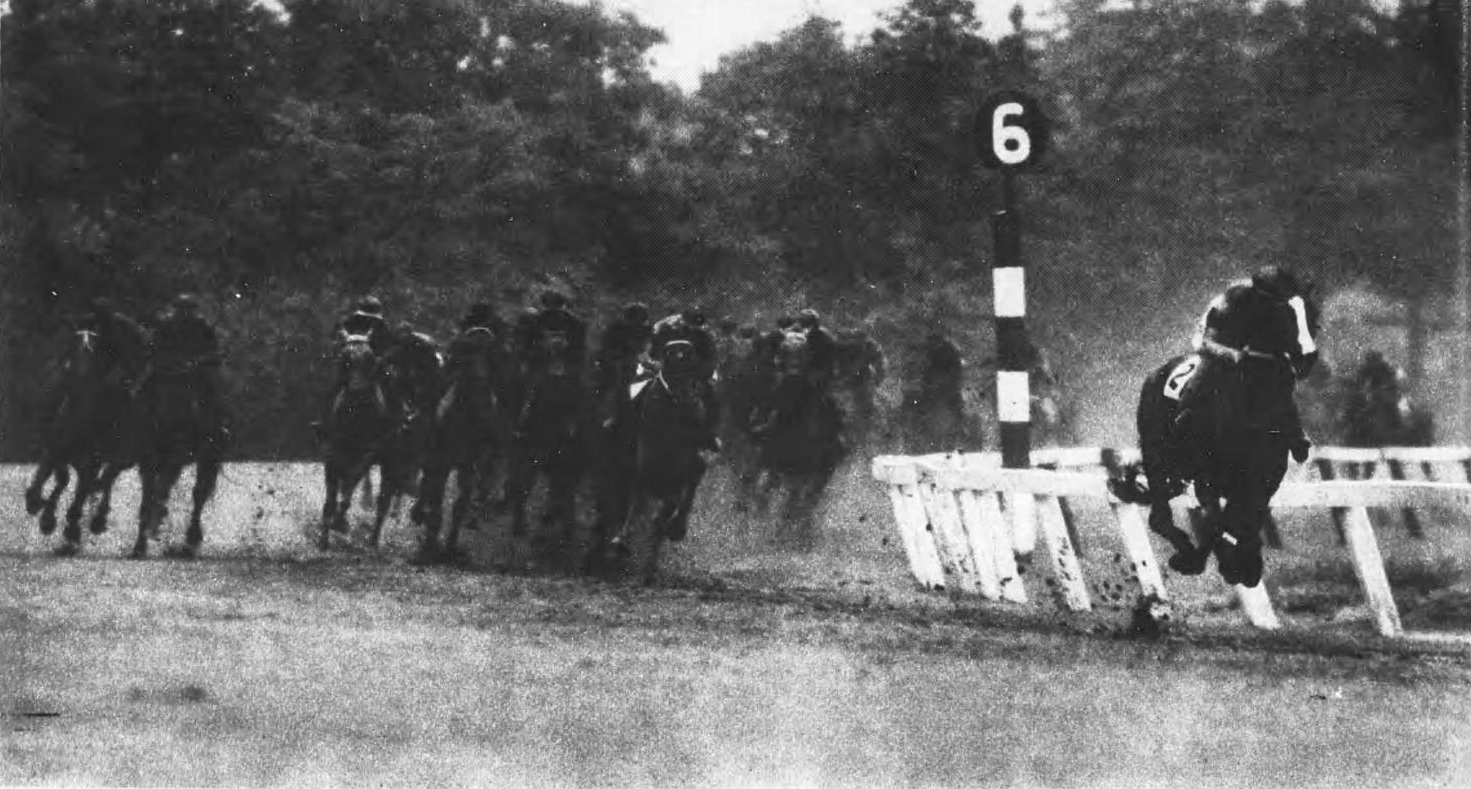
第3仔オートキツ（第22回東京優駿）
----川口（馬主）、益田（生産者）、大久保（調教師）は、トキツカゼで逃したダービー制覇を、仔のオートキツで果たした。

初年度産駒のグツトは2勝しかできなかったが、第3仔のオートキツ（父月友）は、トキツカゼと同じく川口が所有し、不良馬場で行われた1955年の東京優駿を8馬身差で勝って、母が果たせなかったダービー制覇を成し遂げた。また、第4仔となるオンワードゼア（父マルゼア）は、オンワード樫山の創業者である樫山純三の所有馬となり、菊花賞あたりから本格化した後、5歳時に天皇賞（春）、有馬記念を制覇した。そして、オートキツは1955年度の、オンワードゼアは1958年度の啓衆社賞年度代表馬にそれぞれ選出されている。
トキツカゼにはその後、4年連続でゲイタイムが付けられ、中央競馬で11勝したミネノヒカリを出すが、それ以後の産駒成績は良いものではなかった。ゲイタイムの後は再びマルゼアが付けられるも今一つで、晩年はトパーズという種牡馬が付けられるが、その産駒らも走らなかった。そして、1966年6月18日の深夜に第16仔となる牡馬を分娩すると、それから間もなくして子宮内出血のため死去した。益田の次男が19日の午後8時に夜飼いをやりに行き、それを食べるのを見ているため、死亡したのは19日夜半から20日未明にかけてのいずれかとされている。前年に仲の良かった全妹トキツウミが死去して以後は衰えが目立っていたといい、益田はそれが死期を早めた原因ではないかと語っている。

## 評価・血統
後閑は、日本で最も偉大な名牝を問われたら、真っ先にトキツカゼと答えると述べ、同馬を「名牝中の名牝ともいうべき馬」と評している。また、江面弘也も、顕彰馬の中では知名度は低いかもしれないが、競走成績と繁殖成績を考えればそれに比肩する牝馬はクリフジぐらいであるとし、「トキツカゼほど『名牝』ということばがぴったりくる馬はほかにいない」と述べている。
1984年12月4日には、日本中央競馬会の創立30周年記念事業の一環として制定された第1回顕彰馬として、他の9頭とともに選出された。大川慶次郎によれば、選考委員の一人であった中村勝五郎が、「競走成績もよく、肌馬としてもこれだけ活躍している馬はいない」として、トキツカゼを強く推したという。また、『優駿』誌の企画で、小川諄ら5名の選考員会によって選出された「プロの目で厳選した 20世紀のベストホース100」（2000年11月号）や、石崎欣一による「日本の名繁殖牝馬ベスト20」（1981年9月号）にも名を連ねている。

### 晩年の産駒について
前述のとおり、オートキツとオンワードゼアが優秀な成績を収め、ミネノヒカリもまずまずの結果を出した一方で、その他の産駒は「名牝の仔というには、少々お粗末すぎる戦績」（後閑）であった。産駒成績悪化の原因としては、種牡馬の質が挙げられており、晩年の交配相手であるマルゼアとトパーズについて、大川は両方とも「Cランク」の種牡馬であったとする。また、宇佐美恒雄もトパーズについて、トップクラスの競走馬でもなく血統も一時代前のもので、名牝との交配にはいささか不足であったとし、「トキツカゼには、もっと実績のある種牡馬を配合してもらいたいと思っていた」と述べている。
なお、トキツカゼに一流の種牡馬が配合されなかったのは、小岩井農場がサラブレッドの生産を廃止したこともあって、東北に優秀な種牡馬が少なくなっていたことのほか、益田自身が語ったところによれば、トキツカゼ自身の気性も関係していた。同馬は普段、大人しい馬であったが、種付となると気が変わり、マルゼア以外の牡馬を付けようとすると手が付けられないほど狂奔した。また、牧場の外に行くのも嫌がり、ガルカドールの交配に向かうため馬運車に乗せようとしても、頑なに拒否し、益田は同馬との交配を諦めてトパーズを付けざるを得なかった。そのトパーズとも一筋縄ではいかず、トキツカゼはトパーズを寄せ付けまいと威嚇し、トパーズ自身も尻込みをしてしまう状態であったため、種付は6人掛かりで半強制的に行ったという。

### 血統

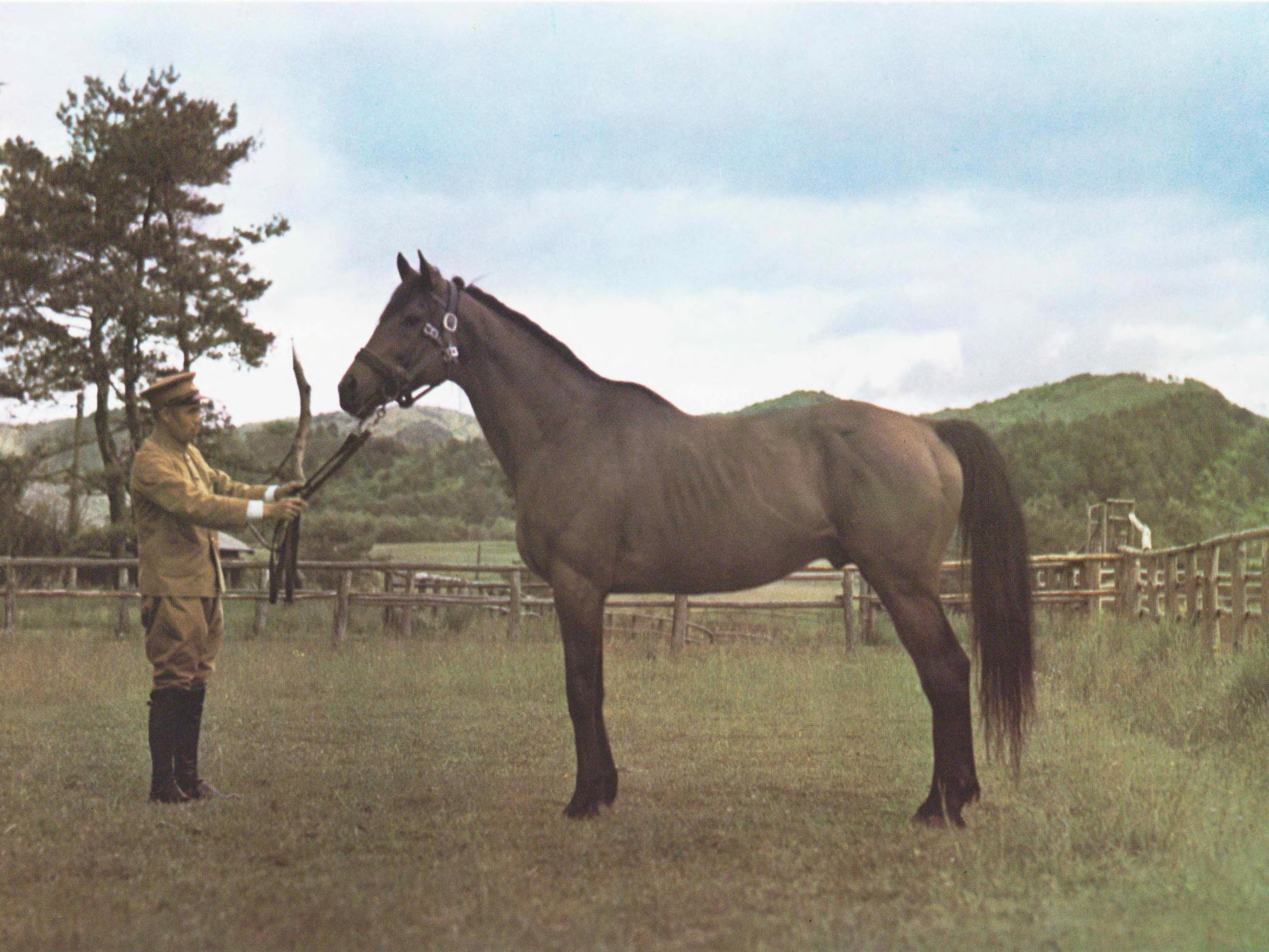
トキツカゼの父プリメロ

父プリメロは1936年に小岩井農場が輸入したスターリング系の種牡馬で、日本において大成功を収めた。トキツカゼと同じく皐月賞を獲った産駒にトサミドリ、クモノハナ、クリノハナ、ケゴンがいる。母第五マンナは不出走、母母に当たるマンナ（競走馬名ロビンオー）は帝室御賞典などの勝ち馬で、牝系は小岩井農場の基礎輸入牝馬の一頭であるフラストレートに繋がっている。また、母父にも小岩井農場が輸入したシアンモアが入っていることから、江面は「血統だけを見ればトキツカゼは小岩井農場の生産馬そのもの」と述べている。また、益田もトキツカゼについて「小岩井系のよいところを取っています」と語っている。
トキツカゼの全妹であるトキツウミは、腰を悪くして一度は処分されかけるが、繁殖に上がるとフェアマンナ（1956年優駿牝馬）、セルローズ（1958年天皇賞（秋））らを出した。トキツカゼの産駒の内、4頭の牝馬が繁殖に回されたが、内、7番仔のマリアンナからは、サンデーウェル、ウメノファイバー、ウインラディウス、ミスパンテールが出ている。

## 成績

### 競走成績
以下の内容は、『優駿』2011年5月号に基づく。
| 競走日 | 競走日 | 競走日 | 競馬場 | 競走名              | 距離（馬場）  | 頭数 | 人気 | 着順 | タイム | タイム   | 着差    | 騎手     | 斤量 [kg] | 1着馬/（2着馬）      |
| ------ | ------ | ------ | ------ | ------------------- | ------------- | ---- | ---- | ---- | ------ | -------- | ------- | -------- | --------- | -------------------- |
| 1946.  | 11.    | 24     | 東京   | A3歳                | 芝0800m（重） | 11   | 4    | 2着  |        |          | 7馬身   | 佐藤嘉秋 | 53        | ネオン               |
|        | 12.    | 01     | 東京   | A3歳                | 芝0800m（重） | 15   | 1    | 1着  |        | 0:53.1⁄5 | アタマ  | 佐藤嘉秋 | 53        | （レイマリー）       |
| 1947.  | 03.    | 23     | 中山   | B4歳（牝）          | 芝1800m（稍） | 12   | 1    | 1着  |        | 2:00.1⁄5 | 4馬身   | 佐藤嘉秋 | 54        | （ハツカブト）       |
|        | 04.    | 06     | 中山   | 4歳牝馬特別         | 芝1800m（良） | 5    | 2    | 1着  |        | 2:00.4⁄5 | アタマ  | 佐藤嘉秋 | 55        | （ブランドパプース） |
|        | 05.    | 03     | 東京   | A4歳                | 芝1600m（不） | 6    | 1    | 1着  |        | 1:52.2⁄5 | 8馬身   | 佐藤嘉秋 | 57        | （マツミドリ）       |
|        | 05.    | 11     | 東京   | 農林省賞典          | 芝2000m（稍） | 14   | 1    | 1着  |        | 2:11.1⁄5 | 6馬身   | 佐藤嘉秋 | 55        | （マツミドリ）       |
|        | 05.    | 24     | 東京   | A4歳                | 芝1600m（良） | 5    | 1    | 3着  |        |          |         | 佐藤嘉秋 | 61        | マツミドリ           |
|        | 06.    | 08     | 東京   | 東京優駿            | 芝2400m（良） | 24   | 2    | 2着  |        |          | アタマ  | 佐藤嘉秋 | 55        | マツミドリ           |
|        | 10.    | 05     | 東京   | A4・5歳（牝）       | 芝2000m（良） | 7    | 1    | 2着  |        |          | 1⁄2馬身 | 佐藤嘉秋 | 63        | タマ                 |
|        | 10.    | 19     | 東京   | 優駿牝馬            | 芝2400m（稍） | 6    | 1    | 1着  |        | 2:40.2⁄5 | 大差    | 佐藤嘉秋 | 55        | （ネオン）           |
|        | 11.    | 09     | 中山   | カブトヤマ記念      | 芝1950m（重） | 8    | 1    | 1着  |        | 2:10.1⁄5 | 3⁄4馬身 | 佐藤嘉秋 | 60        | （イーストパレード） |
|        | 11.    | 16     | 中山   | 農林省賞典          | 芝2600m（良） | 13   | 2    | 5着  |        |          |         | 佐藤嘉秋 | 54        | マツミドリ           |
|        | 11.    | 29     | 中山   | 4・5歳ハンデ        | 芝2400m（良） | 10   | 1    | 3着  |        |          |         | 佐藤嘉秋 | 56        | トキノミドリ         |
|        | 12.    | 14     | 中山   | 4歳特別             | 芝2600m（重） | 12   | 2    | 5着  |        |          |         | 佐藤嘉秋 | 59        | シマタカ             |
| 1948.  | 03.    | 21     | 中山   | A勝入ハンデ         | 芝1800m（稍） | 6    | 4    | 1着  |        | 1:55.0⁄5 | 1⁄2馬身 | 佐藤嘉秋 | 57        | （トヨウメ）         |
|        | 03.    | 28     | 中山   | 5歳特別             | 芝2400m（良） | 8    | 4    | 4着  |        |          |         | 佐藤嘉秋 | 60        | シマタカ             |
|        | 04.    | 04     | 中山   | 中山記念（春）      | 芝2600m（稍） | 8    | 3    | 5着  |        |          |         | 佐藤嘉秋 | 57        | ブランドパプース     |
|        | 04.    | 25     | 東京   | A4歳以上ハンデ      | 芝1600m（良） | 6    | 3    | 3着  |        |          |         | 佐藤嘉秋 | 56        | トヨウメ             |
|        | 05.    | 09     | 東京   | A5歳以上特別        | 芝2600m（良） | 4    | 2    | 3着  |        |          |         | 佐藤嘉秋 | 60        | トヨウメ             |
|        | 05.    | 29     | 東京   | A4歳以上ハンデ      | 芝1800m（良） | 8    | 3    | 2着  |        |          | アタマ  | 佐藤嘉秋 | 60        | マルシン             |
|        | 06.    | 05     | 東京   | A5歳特別            | 芝2000m（良） | 6    | 1    | 1着  | R      | 2:06.3⁄5 | 5馬身   | 佐藤嘉秋 | 63        | （マルシン）         |
|        | 06.    | 19     | 東京   | A5歳以上ハンデ      | 芝2400m（不） | 7    | 5    | 4着  |        |          |         | 佐藤嘉秋 | 65        | アケボノ             |
|        | 10.    | 03     | 中山   | A4歳以上特別ハンデ  | 芝1800m（重） | 10   | 3    | 4着  |        |          |         | 佐藤嘉秋 | 65        | アケボノ             |
|        | 10.    | 10     | 中山   | 農林大臣賞          | 芝2600m（良） | 6    | 1    | 1着  |        | 2:48.1⁄5 | 大差    | 佐藤嘉秋 | 60        | キヨマサ             |
|        | 11.    | 13     | 東京   | A特殊ハンデキヤツプ | 芝2000m（良） | 12   | 5    | 5着  |        |          |         | 佐藤嘉秋 | 66        | カツフジ             |
|        | 11.    | 23     | 東京   | 天皇賞（秋）        | 芝3200m（稍） | 8    | 2    | 6着  |        |          |         | 佐藤嘉秋 | 56        | カツフジ             |
|        | 12.    | 04     | 東京   | A特殊ハンデキヤツプ | 芝2000m（良） | 15   | 4    | 9着  |        |          |         | 佐々木猛 | 63        | ワールドモア         |
|        | 12.    | 19     | 東京   | 目黒記念（秋）      | 芝3200m（稍） | 9    | 8    | 7着  |        |          |         | 佐藤嘉秋 | 56        | セフテス             |
| 1949.  | 03.    | 13     | 東京   | 特殊ハンデキヤツプ  | 芝1800m（良） | 10   | 1    | 6着  |        |          |         | 佐藤嘉秋 | 62        | トキノホシ           |
|        | 03.    | 20     | 東京   | オープン            | 芝2000m（良） | 6    | 2    | 1着  |        | 2:08.0⁄5 | 2馬身   | 佐藤嘉秋 | 64        | ブランドライト       |

- タイム欄のRはレコード勝ちを示す。

### 繁殖成績
|                           | 生年   | 馬名                 | 性 | 毛色   | 父         | 戦績・表彰                                                                       | 繁殖     | 出典          |
| ------------------------- | ------ | -------------------- | -- | ------ | ---------- | -------------------------------------------------------------------------------- | -------- | ------------- |
| 00初仔                    | 1950年 | グツト               | 牡 | 鹿毛   | クレタケ   |                                                                                  |          | [ 56 ]        |
| 02番仔                    | 1951年 | （同年12月26日斃死） | 牝 | 鹿毛   | カツフジ   |                                                                                  |          | [ 3 ]         |
| 03番仔                    | 1952年 | オートキツ           | 牡 | 栃栗毛 | 月友       | 東京優駿、ダイヤモンドS、東京盃 年度代表馬、最良スプリンター                     | 種牡馬   | [ 45 ] [ 57 ] |
|                           | 1953年 | 不受胎               |    |        | 月友       |                                                                                  |          | [ 3 ]         |
| 04番仔                    | 1954年 | オンワードゼア       | 牡 | 栗毛   | マルゼア   | 天皇賞（春）、有馬記念、中山4歳S、金盃、日本経済賞 年度代表馬、最優秀5歳以上牡馬 | 種牡馬   | [ 45 ] [ 58 ] |
| 05番仔                    | 1955年 | ミネノヒカリ         | 牡 | 鹿毛   | ゲイタイム |                                                                                  | 種牡馬   | [ 59 ]        |
| 06番仔                    | 1956年 | トキツナミ           | 牝 | 栃栗毛 | ゲイタイム |                                                                                  | 繁殖牝馬 | [ 60 ]        |
| 07番仔                    | 1957年 | マリアンナ           | 牝 | 黒鹿毛 | ゲイタイム |                                                                                  | 繁殖牝馬 | [ 61 ]        |
| 08番仔                    | 1958年 | ローレルペット       | 牡 | 鹿毛   | ゲイタイム |                                                                                  |          | [ 62 ]        |
| 09番仔                    | 1959年 | トキツシマ           | 牡 | 鹿毛   | マルゼア   |                                                                                  |          | [ 63 ]        |
| 10番仔                    | 1960年 | トワダカゼ           | 牡 | 栗毛   | マルゼア   |                                                                                  |          | [ 64 ]        |
| 11番仔                    | 1961年 | スズキセンリ         | 牡 | 鹿毛   | マルゼア   |                                                                                  |          | [ 65 ]        |
| 12番仔                    | 1962年 | マルヤマハヤテ       | 牡 | 栗毛   | トパーズ   |                                                                                  |          | [ 66 ]        |
| 13番仔                    | 1963年 | イコマフジ           | 牡 | 栃栗毛 | トパーズ   |                                                                                  |          | [ 67 ]        |
| 14番仔                    | 1964年 | カンタベリー         | 牝 | 鹿毛   | トパーズ   |                                                                                  | 繁殖牝馬 | [ 68 ]        |
| 15番仔                    | 1965年 | タツカゼ             | 牝 | 黒鹿毛 | トパーズ   |                                                                                  | 繁殖牝馬 | [ 69 ]        |
| 16番仔                    | 1966年 | トキツゴウ           | 牡 | 黒鹿毛 | トパーズ   |                                                                                  |          | [ 70 ]        |
| 1966年6月19日又は20日死亡 |        |                      |    |        |            |                                                                                  |          |               |

## 牝系図・血統表

### 牝系図
- トキツカゼ 1944
  - オートキツ 1952
  - オンワードゼア 1954
  - マリアンナ 1957
    - ストロングベビー 1969
      - ウメノシルバー 1979
        - ウメノローザ 1986（グランドチャンピオン2000）[71]
          - ウメノファイバー 1996（優駿牝馬、クイーンC、京王杯3歳S）[72]
            - レディーダービー 2002
              - ヴェルデグリーン 2008（オールカマー、AJCC）[73]
              - グリューネグリーン 2020（京都2歳S）[74]

        - ジョウノマチエール 1990
          - ウインラディウス 1998 （京王杯スプリングC、東京新聞杯、富士S）[75]
          - エールドクラージュ 2005
            - ミスパンテール 2014（阪神牝馬S、ターコイズS、京都牝馬S）[76]

        - サンデーウェル 1992（セントライト記念）[77]

    - トレビ 1970
      - ダンフリースシチー 1979
        - ストロングカイザー 1988（セントライト記念）[78]

### 血統表
| トキツカゼの血統               | トキツカゼの血統                        | トキツカゼの血統                     | （血統表の出典）                     | （血統表の出典） |
| 父系                           | ブランドフォード系                      | ブランドフォード系                   | ブランドフォード系                   | [ § 2 ]          |
| 父 *プリメロ Primero 1931 鹿毛 | 父の父Blandford 1919 黒鹿毛             | Swynford                             | John o'Gaunt                         | John o'Gaunt     |
| 父 *プリメロ Primero 1931 鹿毛 | 父の父Blandford 1919 黒鹿毛             | Swynford                             | Canterbury Pilgrim                   |                  |
| 父 *プリメロ Primero 1931 鹿毛 | 父の父Blandford 1919 黒鹿毛             | Blanche                              | White Eagle                          | White Eagle      |
| 父 *プリメロ Primero 1931 鹿毛 | 父の父Blandford 1919 黒鹿毛             | Blanche                              | Black Cherry                         |                  |
| 父 *プリメロ Primero 1931 鹿毛 | 父の母Athasi 1917 鹿毛                  | Farasi                               | Desmond                              | Desmond          |
| 父 *プリメロ Primero 1931 鹿毛 | 父の母Athasi 1917 鹿毛                  | Farasi                               | Molly Morgan                         |                  |
| 父 *プリメロ Primero 1931 鹿毛 | 父の母Athasi 1917 鹿毛                  | Athgreany                            | Galloping Simon                      | Galloping Simon  |
| 父 *プリメロ Primero 1931 鹿毛 | 父の母Athasi 1917 鹿毛                  | Athgreany                            | Fairyland                            |                  |
| 母 第五マンナ 1939 黒鹿毛      | 母の父*シアンモア Shian Mor 1924 黒鹿毛 | Buchan                               | Sunstar                              | Sunstar          |
| 母 第五マンナ 1939 黒鹿毛      | 母の父*シアンモア Shian Mor 1924 黒鹿毛 | Buchan                               | Hamoaze                              |                  |
| 母 第五マンナ 1939 黒鹿毛      | 母の父*シアンモア Shian Mor 1924 黒鹿毛 | Orlass                               | Orby                                 | Orby             |
| 母 第五マンナ 1939 黒鹿毛      | 母の父*シアンモア Shian Mor 1924 黒鹿毛 | Orlass                               | Simon Lass                           |                  |
| 母 第五マンナ 1939 黒鹿毛      | 母の母マンナ 1928 栗毛                  | *クラックマンナン Clackmannan        | Lomond                               | Lomond           |
| 母 第五マンナ 1939 黒鹿毛      | 母の母マンナ 1928 栗毛                  | *クラックマンナン Clackmannan        | Pretty Polly                         |                  |
| 母 第五マンナ 1939 黒鹿毛      | 母の母マンナ 1928 栗毛                  | 第三フラストレート                   | *インタグリオー                      | *インタグリオー  |
| 母 第五マンナ 1939 黒鹿毛      | 母の母マンナ 1928 栗毛                  | 第三フラストレート                   | *フラストレート                      |                  |
| 母系(F-No.)                    | フラストレート系(FN:1-b)                | フラストレート系(FN:1-b)             | フラストレート系(FN:1-b)             | [ § 3 ]          |
| 5代内の近親交配                | Desmond4×5=9.38%、Gallinule5×5=6.25%    | Desmond4×5=9.38%、Gallinule5×5=6.25% | Desmond4×5=9.38%、Gallinule5×5=6.25% | [ § 4 ]          |
| 出典                           | 1. 2. 3. 4.                             | 1. 2. 3. 4.                          | 1. 2. 3. 4.                          | 1. 2. 3. 4.      |